# Their System Doesn't Work for You
Albums de Anti-Flag
The Dread / Anti-Flag
(1998) A New Kind of Army
(1999)
Their System Doesn't Work for You est une compilation du groupe de punk rock Anti-Flag, sorti en 1998. Il contient les chansons d'Anti-Flag de l'album split North America Sucks!!, et dix morceaux lives inédits. C'est le premier album sorti sur le label du groupe: A-F Records.

## Liste des Pistes
| Their System Doesn't Work for You | Their System Doesn't Work for You           | Their System Doesn't Work for You | Their System Doesn't Work for You | Their System Doesn't Work for You | Their System Doesn't Work for You | Their System Doesn't Work for You | Their System Doesn't Work for You | Their System Doesn't Work for You | Their System Doesn't Work for You |
| No                                | Titre                                       | Durée                             |                                   |                                   |                                   |                                   |                                   |                                   |                                   |
| --------------------------------- | ------------------------------------------- | --------------------------------- | --------------------------------- | --------------------------------- | --------------------------------- | --------------------------------- | --------------------------------- | --------------------------------- | --------------------------------- |
| 1.                                | I Can't Stand Being with You                | 2:08                              |                                   |                                   |                                   |                                   |                                   |                                   |                                   |
| 2.                                | Their System Doesn't Work for You           | 2:34                              |                                   |                                   |                                   |                                   |                                   |                                   |                                   |
| 3.                                | We've Got His Gun                           | 2:17                              |                                   |                                   |                                   |                                   |                                   |                                   |                                   |
| 4.                                | Born to Die                                 | 2:08                              |                                   |                                   |                                   |                                   |                                   |                                   |                                   |
| 5.                                | The Truth                                   | 2:43                              |                                   |                                   |                                   |                                   |                                   |                                   |                                   |
| 6.                                | You'll Scream Tonight                       | 5:18                              |                                   |                                   |                                   |                                   |                                   |                                   |                                   |
| 7.                                | Indie Sux, Hardline Sux, Emo Sux, You Suck! | 2:08                              |                                   |                                   |                                   |                                   |                                   |                                   |                                   |
| 8.                                | Anti-Violent                                | 3:04                              |                                   |                                   |                                   |                                   |                                   |                                   |                                   |
| 9.                                | 20 Years of Hell                            | 2:34                              |                                   |                                   |                                   |                                   |                                   |                                   |                                   |
| 10.                               | I'm Having a Good Day                       | 2:43                              |                                   |                                   |                                   |                                   |                                   |                                   |                                   |
| 11.                               | I Don't Want to Be Like You                 | 3:32                              |                                   |                                   |                                   |                                   |                                   |                                   |                                   |
| 12.                               | Too Late                                    | 2:50                              |                                   |                                   |                                   |                                   |                                   |                                   |                                   |
| 13.                               | I Don't Need Anybody                        | 3:51                              |                                   |                                   |                                   |                                   |                                   |                                   |                                   |
| 14.                               | Betty Sue Is Dead                           | 3:16                              |                                   |                                   |                                   |                                   |                                   |                                   |                                   |
| 15.                               | If Not for You                              | 3:18                              |                                   |                                   |                                   |                                   |                                   |                                   |                                   |
| 16.                               | Meet Your Master                            | 3:59                              |                                   |                                   |                                   |                                   |                                   |                                   |                                   |
| 17.                               | We Won't Take No                            | 2:36                              |                                   |                                   |                                   |                                   |                                   |                                   |                                   |
| 18.                               | Save Me                                     | 3:02                              |                                   |                                   |                                   |                                   |                                   |                                   |                                   |
| 19.                               | I'm Feeling Slightly Violent                | 3:29                              |                                   |                                   |                                   |                                   |                                   |                                   |                                   |
| 57:30                             |                                             |                                   |                                   |                                   |                                   |                                   |                                   |                                   |                                   |

## Membres du groupe
- Justin Sane - Guitare, chant
- Andy Flag - Guitare basse
- Pat Thetic - Batterie